# Chandranigahapur
Chandranigahapur (en népalais : चन्द्रनिगाहपुर) est un comité de développement villageois du Népal situé dans le district de Rautahat. Au recensement de 2011, il comptait 26 163 habitants.